# 川端順
川端 順（かわばた じゅん、1960年3月19日 - ）は、徳島県板野郡松茂町出身の元プロ野球選手（投手）・コーチ、政治家。松茂町議会議員（1期）。

## 経歴

### プロ入り前
鳴門高時代は「徳島屈指の本格派投手」と言われ、2年秋は県大会優勝で四国大会へ進むと1回戦で延長18回を投げたが引き分け再試合となり、惜敗した。1977年には夏の甲子園県予選を勝ち抜いて南四国大会準決勝に進むが、高知高に惜敗。この当時はプロになろうなどと思ってもよらず、大学を出ていい就職ができたらいいなくらいしか考えてなかったが、高校卒業前に中日と広島から、どちらもドラフト下位指名かドラフト外でという話で誘いがあったが、本人のいない所で両親が断り、それを知ったのは大学を経て東芝に入ってからのことだった。本人はもしこの話を直接受けていたら、自分は慎重に行動する方だったから「迷ったとは思うけど多分行かなかったと思う」と話している。
高校卒業後は地元に近い関西地区の大学への進学を希望していたが、父から「近くの大学だったら絶対やめて帰って来る。せっかくだから遠くへ行って修業しろ」という感じのことを言われて東京の大学に進学することになったという。法政大学に進学したが、当時の法大は2年上の高校先輩である住友一哉、2年下の和田護（後に日産自動車）ら投手陣の層が厚く、最初は野手として出場したこともあり、東京六大学野球リーグでは目立った成績はあげられなかった。大学同期には同じく控え投手だった池田親興のほか、野手の中葉伸二郎、1年下に西田真二、木戸克彦、田中富生、2年下に銚子利夫、小早川毅彦らがおり、小早川とは広島でドラフト同期として入団している。
1982年に東芝へ入社するが、大学を卒業するのに必要な単位が足りておらず、東芝に勤務しながら大学での勉強を続けていた。東芝では黒紙義弘・青木秀夫らと強力投手陣を形成。1983年の都市対抗野球では日産自動車から補強された大学同期の池田も加わり、順調に勝ち進む。決勝では先発し、新日本製鐵名古屋を降して優勝。同年の日本選手権でも2勝を挙げて決勝に進出するが、先発の青木が住友金属に攻略され惜敗、準優勝にとどまる。
1983年のプロ野球ドラフト会議で広島とロッテから1位指名を受ける。ドラフト会議前にマスコミには避けたいチームに巨人、西武（いずれも当時強いチームと言われていたので「そういうところを倒したい」と）、中日（名古屋の土地柄を知らないから）、ロッテ（「川崎球場が…」とコメント）を挙げていたが、ロッテのスカウトは自身の所にも自分の後援会長の所にも何回も足を運んでいたことで熱意を感じ、後援会長からもロッテを推されたことで一転して入団OKの気持ちに変わった。広島からもスカウトが来ていたものの、本人曰く「（スカウトの態度が）そんなに欲しそうな感じに見えなかった」ということでロッテの単独指名で広島からは無いだろうなって思っていたが、当時12球団トップの投手王国と言われていた広島からも指名されたことでこの時は「やばい」と思って焦り、抽選の間はロッテに当たりくじを引いて欲しいと思い続けていたという。結果、交渉権を獲得した広島東洋カープに入団。
バタボールと呼ばれる変化球（パームボール）を武器にしていた。

### 広島時代
1985年には先発・中継ぎ・抑えにフル回転で起用されて11勝7セーブを記録。新人王に選出。
1986年からは抑えの津田恒実につなぐセットアッパーに転じ、同年の西武との日本シリーズでも4試合に登板。
1987年には最高勝率を記録する。
1991年もリリーフとしてリーグ優勝に貢献し日本シリーズの第6戦ではその年の初先発として奇襲登板する。
1992年限りで引退するまで先発・中継ぎ・抑えにと便利屋的な立場として赤ヘル投手陣を支えた。また、投手ながらバッティングにも定評があり、少ない打数ながら9年間の現役生活の間に打率が3割を超えたシーズンが4回もあり、通算打率も.246を誇った。
1992年9月、当時一軍投手コーチの安仁屋宗八から翌年の戦力構想から外れたことを告げられ、コーチ就任の話と共に「ロッテと日本ハムが欲しいと言っている」という話も知らされ、トレードに出て現役を続けるか、どちらか決めて欲しいことを言われる。そして10日間考えた末、現役を引退して二軍投手コーチに就任する方を選択。周囲からは、まだ続けられるだろうに何でやめるのかとよく言われたという。しかし本人はプロ4年目を終えた頃から、便利屋的に中継ぎ中心で投げていた自分に微妙に本気になれず、「情熱がなかったために、成績も伸びなかった。情熱があったら移籍してでも現役を続けていた」と後日語っている。現役最後の登板は1992年9月20日の広島市民球場の対中日戦で、5回途中から3番手で登板し記録は1回3分の2を投げて1失点だった。引退会見で「現役の時に山本監督と衣笠さんと一緒にプレーできたのが僕の財産です」と話している。

### 引退後
引退後は1993年から1994年まで二軍投手コーチ、1995年から1998年まで一軍投手コーチ、1999年からまで2005年までブルペンコーチを務めた。
2006年からはフロント入りして編成グループ長として働く一方、二軍の臨時コーチとして若手投手に指導した。2017年シーズンをもって広島を退団。
2018年4月に帰郷し、OKスポーツクラブ（徳島市）のコーチを務めている。
2023年4月に、出身地である松茂町の町議会議員選挙に立候補し、トップ当選を果たした。

## 詳細情報

### 年度別投手成績
| 年 度     | 球 団     | 登 板 | 先 発 | 完 投 | 完 封 | 無 四 球 | 勝 利 | 敗 戦 | セ 丨 ブ | ホ 丨 ル ド | 勝 率 | 打 者 | 投 球 回 | 被 安 打 | 被 本 塁 打 | 与 四 球 | 敬 遠 | 与 死 球 | 奪 三 振 | 暴 投 | ボ 丨 ク | 失 点 | 自 責 点 | 防 御 率 | W H I P |
| --------- | --------- | ----- | ----- | ----- | ----- | -------- | ----- | ----- | -------- | ----------- | ----- | ----- | -------- | -------- | ----------- | -------- | ----- | -------- | -------- | ----- | -------- | ----- | -------- | -------- | ------- |
| 1984      | 広島      | 15    | 2     | 0     | 0     | 0        | 1     | 0     | 1        | --          | 1.000 | 121   | 27.0     | 28       | 6           | 16       | 0     | 0        | 20       | 0     | 0        | 22    | 14       | 4.67     | 1.63    |
| 1985      | 広島      | 45    | 11    | 6     | 2     | 0        | 11    | 7     | 7        | --          | .611  | 676   | 162.1    | 127      | 15          | 72       | 6     | 5        | 109      | 2     | 0        | 50    | 49       | 2.72     | 1.23    |
| 1986      | 広島      | 32    | 2     | 0     | 0     | 0        | 3     | 3     | 2        | --          | .500  | 269   | 71.0     | 48       | 3           | 13       | 3     | 3        | 45       | 1     | 0        | 21    | 19       | 2.41     | 0.86    |
| 1987      | 広島      | 57    | 0     | 0     | 0     | 0        | 10    | 2     | 2        | --          | .833  | 530   | 130.1    | 101      | 8           | 44       | 8     | 4        | 80       | 0     | 1        | 36    | 35       | 2.42     | 1.11    |
| 1988      | 広島      | 41    | 1     | 0     | 0     | 0        | 4     | 5     | 2        | --          | .444  | 321   | 75.1     | 75       | 8           | 23       | 4     | 3        | 47       | 1     | 0        | 30    | 29       | 3.46     | 1.30    |
| 1989      | 広島      | 30    | 4     | 0     | 0     | 0        | 3     | 1     | 0        | --          | .750  | 213   | 55.2     | 41       | 7           | 13       | 3     | 0        | 34       | 1     | 1        | 19    | 17       | 2.75     | 0.97    |
| 1990      | 広島      | 36    | 3     | 0     | 0     | 0        | 6     | 1     | 3        | --          | .857  | 242   | 58.0     | 53       | 4           | 23       | 5     | 0        | 33       | 0     | 0        | 22    | 19       | 2.95     | 1.31    |
| 1991      | 広島      | 28    | 0     | 0     | 0     | 0        | 5     | 1     | 1        | --          | .833  | 167   | 42.0     | 35       | 5           | 9        | 1     | 2        | 29       | 0     | 0        | 11    | 11       | 2.36     | 1.05    |
| 1992      | 広島      | 26    | 8     | 0     | 0     | 0        | 3     | 6     | 1        | --          | .333  | 313   | 70.2     | 80       | 7           | 27       | 2     | 1        | 39       | 1     | 0        | 42    | 38       | 4.84     | 1.51    |
| 通算：9年 | 通算：9年 | 310   | 31    | 6     | 2     | 0        | 46    | 26    | 19       | --          | .639  | 2852  | 692.1    | 588      | 63          | 240      | 32    | 18       | 436      | 6     | 2        | 253   | 231      | 3.00     | 1.20    |

- 各年度の太字はリーグ最高

### タイトル
- 最高勝率：1回（1987年）

### 表彰
- 新人王（1985年）

### 記録
初記録
- 初登板・初先発登板：1984年4月22日、対ヤクルトスワローズ戦（広島市民球場）、2回3失点
- 初勝利：1984年10月10日、対横浜大洋ホエールズ戦（広島市民球場）、救援登板、4回を投げ記録
- 初完投勝利：1985年5月6日、対横浜大洋ホエールズ戦（広島市民球場）

その他の記録
- オールスターゲーム出場：1回（1985年）

### 背番号
- 13（1984年）
- 33（1985年 - 1989年）
- 17（1990年 - 1992年）
- 82（1993年 - 2005年）

## エピソード
- 広島時代、ピンチでマウンドに上がった川端に高橋慶彦が「バタ、大丈夫か？」と声を掛けると「勝者には熱い拍手を、敗者には優しいブルースを」と、詞のような返答が返ってきたという[11][12]。